# فلسفه حرکت
فلسفه حرکت یا فلسفه جنبش (به انگلیسی:Philosophy of motion) شاخه‌ای از فلسفه است که به بررسی پرسش‌هایی دربارهٔ وجود و ماهیت حرکت می‌پردازد. پرسش‌های اصلی این بخش از فلسفه به معرفت‌شناسی و هستی‌شناسی حرکت مربوط می‌شود، اینکه آیا حرکت آن‌طور که ما آن را درک می‌کنیم وجود دارد و این که حرکت چیست و اگر وجود دارد، چگونه رخ می‌دهد. فلسفه حرکت در مطالعه نظریه‌های تغییر در سیستم‌های طبیعی اهمیت دارد و ارتباط تنگاتنگی با مطالعات فضا و زمان در فلسفه دارد.
فلسفه حرکت برای فیلسوفان یونان باستان و روم باستان، به ویژه فیلسوفان پیشاسقراطی مانند پارمنیدس، زنون الئایی، هراکلیتوس و دموکریت، مورد توجه اصلی بود. فلسفه حرکت در توسعه فلسفه علم به‌طور کلی تأثیرگذار بوده‌است.